# Igor Zubjuk
Igor Zubjuk (russisch Игорь Зубюк; ukrainisch Ігор Зубюк, Ihor Subjuk; * 2. März 1961 in Kiew, Ukrainische SSR) ist ein ukrainisch-ungarischer Handballtrainer und ehemaliger Handballspieler.

## Karriere
Igor Zubjuk lernte das Handballspielen in seiner Heimatstadt Kiew. Später lief der 1,78 m große Linksaußen für den Armeeklub ZSKA Moskau auf. Er gewann mit dem Hauptstadtklub 1987 die sowjetische Meisterschaft, den Europapokal der Pokalsieger 1986/87 und den Europapokal der Landesmeister 1987/88. 1989 wechselte er zum ungarischen Verein KC Veszprém, für den er bis zum Jahr 2000 genau 800 Tore erzielte. Mit Veszprém wurde er 1992, 1993, 1994, 1995, 1997, 1998 und 1999 ungarischer Meister sowie 1990, 1991, 1992, 1994, 1995, 1996, 1998, 1999 und 2000 Pokalsieger. 1992 gewann er erneut den Europapokal der Pokalsieger. Nach seinem Abschied aus Veszprém spielte er noch zwei Jahre für den ungarischen Zweitligisten Alsóörsi SE.
Zubjuk stand 25-mal im Aufgebot der sowjetischen Nationalmannschaft.
Nach seinem Wechsel nach Ungarn nahm Zubjuk auch die ungarische Staatsbürgerschaft an. Mit der ungarischen Nationalmannschaft erreichte er bei den Olympischen Spielen 1992 in Barcelona den siebten Platz. Im Turnier warf er fünf Tore in vier Partien. Bei der Weltmeisterschaft 1995 belegte das Team den 17.–20. Platz und bei der Weltmeisterschaft 1997 den vierten Platz. Insgesamt bestritt er 29 Länderspiele, in denen er 48 Tore erzielte.
Seit 2002 arbeitet Zubjuk als Trainer für den ungarischen Verein Balatonfüredi KSE, mit dem er 2007 in die erste Liga aufstieg. Von 2002 bis 2004 war er Cheftrainer gemeinsam mit Lajos Török, 2005/06 mit László Kovács, von 2006 bis 2009 mit Mihály Velky und 2009/10 mit Velky und László Sótonyi. Seitdem ist er dort Assistenztrainer.